# 長澤まさみ
長澤 まさみ（ながさわ まさみ、1987年〈昭和62年〉6月3日 - ）は、日本の女優。静岡県磐田市出身。東宝芸能所属。父は元サッカー日本代表で、Jリーグ参入前のジュビロ磐田（ヤマハ発動機サッカー部）の監督を務めた長澤和明。

## 経歴
母親やその友人らの勧めで第5回（1999年度）東宝「シンデレラ」オーディションに応募し、35,153人の中から2000年1月9日に当時、史上最年少の12歳（小学6年生）でグランプリに選ばれ、芸能界入り。同年公開の『クロスファイア』で映画デビュー（クランクイン：2000年2月9日、上映2000年6月10日）。その後、ティーン雑誌『ピチレモン』の専属モデルとなった。2000年12月11日に初ドラマ『秘密〜弁護士迫まり子の遺言作成ファイル〜』（TBS）が放送された。
2001年、連続ドラマ『Pure Soul〜君が僕を忘れても〜』（読売テレビ）に初レギュラー出演。それに合わせ、中学2年の春に上京。中野区立第九中学校（現・中野区立中野中学校）へ進学。当初は大塚ちひろ（現・大塚千弘）と2人暮らしであった。
2002年にはNHK連続テレビ小説『さくら』に出演。
2003年には『ロボコン』に初主演し、第27回日本アカデミー賞新人俳優賞等を受賞した。同年公開のゴジラシリーズ第27作『ゴジラ×モスラ×メカゴジラ 東京SOS』および翌年のシリーズ最終作『ゴジラ FINAL WARS』では、東宝「シンデレラ」オーディションで審査員特別賞に選ばれた大塚ちひろと小美人役で共演した。
2004年、映画『世界の中心で、愛をさけぶ』にヒロインとして出演。白血病治療の副作用による脱毛症を抱えた亜紀の役を演じ、自ら申し出てスキンヘッドになった。この作品は長澤の出世作となり、興行収入85億円の大ヒットと共に多数の映画賞を受賞、長澤自身も第28回日本アカデミー賞最優秀助演女優賞を史上最年少で受賞するなど、長澤が幅広い世代から支持を受ける大きなきっかけとなる作品になった。『世界の中心で、愛をさけぶ』の撮影が主に香川県で行われたため、2004年11月に「香川かがやき大使」に就任（任期は2006年春まで）、2005年8月から11月までJR山手線で車体広告電車が運行された。
2005年は、テレビドラマ『優しい時間』（フジテレビ）、『ドラゴン桜』（TBS）に出演、第56回NHK紅白歌合戦では審査員を務めた。同年から『東宝カレンダー』の表紙を毎年飾っている。
2006年に『功名が辻』でNHK大河ドラマ初出演。同年秋には、かつて薬師丸ひろ子が主演して記録的大ヒットとなった映画『セーラー服と機関銃』のリメイクとなる連続ドラマ（TBS）に主演。同名の主題歌を「星泉」名義（ドラマでの役名）で発表した。
2007年4月クールの月9ドラマ『プロポーズ大作戦』に月9初出演及び初主演（山下智久とダブル主演）。平均視聴率は当クールで唯一15%を超え、最高視聴率も20%超えを果たした（最終回）。
2008年4月クール『ラスト・フレンズ』（フジテレビ）に主演。上野樹里と共演し、最高視聴率22.8%を記録した。
2011年8月、PARCO劇場において、本谷有希子の作・演出による舞台「クレイジーハニー」で初舞台を踏んだ。同年9月23日公開の『モテキ』では、セクシーシーンに挑戦し、新境地を開いた。完成披露パーティーで、このことについて「脚だけとか胸だけが映るカットがあって、すごく恥ずかしかった」と語っている。
2013年、台湾ドラマ『ショコラ』で海外ドラマに初挑戦。中国語のセリフを披露する。
2015年、出演作『海街diary』が第68回カンヌ国際映画祭のコンペティション部門に正式出品される。
2018年4月クール『コンフィデンスマンJP』（フジテレビ）に主演。「月9」枠の出演は、『SUMMER NUDE』から約5年ぶり。「月9」枠の主演は『プロポーズ大作戦』以来11年ぶりで、単独主演は初めてとなる。2019年5月には、『コンフィデンスマンJP ロマンス編』のタイトルで映画化され、2020年7月には第2作となる『コンフィデンスマンJP プリンセス編』、2022年1月には第3作となる『コンフィデンスマンJP 英雄編』が公開された。
2025年10月17日公開予定の『おーい、応為』で時代劇映画初主演。

## 人物・エピソード・交友関係
- 目標の女優は松たか子で[16]、好きな映画は『ジョゼと虎と魚たち』を挙げている[17]。 好きなアーティストは、SPEED、YUI、ゆず、BUMP OF CHICKEN、尾崎豊、RADWIMPS[注釈 3]、スキマスイッチ[注釈 4]、Cocco[18]、あいみょん。
- 父・和明の大学時代からの親友でサッカー指導者の石崎信弘[注釈 5]や、教え子である元日本代表の中山雅史[注釈 6]とは幼少期から面識がある。父親が監督を務めていた常葉学園橘高等学校のサッカー部が第84回全国高等学校サッカー選手権大会に初出場した際には、サッカー部員へミサンガを送った。
- 友人には、柴咲コウ[19][20]、須藤温子[21]らがいる。また、高校の同級生だった鈴木杏とは、「いちばん親しい間柄」と語っている[22]。また映画『海街diary』で共演した綾瀬はるかとも仲が良く、綾瀬から「まさるちゃん」と呼ばれている[23]（同映画で共演する前は『世界の中心で、愛をさけぶ』に長澤が映画版、綾瀬がテレビドラマ版でヒロインを務めるなど、何かとライバルとして比較されることが多かった）。『海街diary』で共に4姉妹を演じた綾瀬、夏帆、広瀬すずとは毎年交流が続いている[24]。
- あまり話題になることはないが兄もいる[25]。
- 2021年7月に行われ、300人が投票に参加した「顔芸がすごいと思う女優ランキング」では、綾瀬はるかや広瀬アリスらを凌ぎ2位を獲得した[26]。

## 受賞歴

### 映画
- 2003年度
  - 第27回日本アカデミー賞 新人俳優賞（『ロボコン』）[27]
  - 第25回ヨコハマ映画祭 最優秀新人賞（『ロボコン』『阿修羅のごとく』）
  - 第8回ニフティ映画大賞（現・日本インターネット映画大賞） 新人賞（キャスト部門）（『ロボコン』『黄泉がえり』）
- 2004年度
  - 第29回報知映画賞 助演女優賞（『世界の中心で、愛をさけぶ』）
  - 第17回日刊スポーツ映画大賞・石原裕次郎賞 新人賞（『世界の中心で、愛をさけぶ』）
  - 第22回わかやま市民映画祭 助演女優賞（『世界の中心で、愛をさけぶ』）
  - 第47回ブルーリボン賞 助演女優賞（『世界の中心で、愛をさけぶ』『深呼吸の必要』）
  - 第28回日本アカデミー賞 最優秀助演女優賞、話題賞（俳優部門）（『世界の中心で、愛をさけぶ』）[28]
  - 第42回ゴールデン・アロー賞 映画賞（『世界の中心で、愛をさけぶ』）
- 2006年度
  - 第30回日本アカデミー賞 優秀主演女優賞（『涙そうそう』）[29][30]
- 2011年度
  - 第54回ブルーリボン賞 助演女優賞（『モテキ』）
  - 第35回日本アカデミー賞 優秀主演女優賞（『モテキ』）[31]
  - 第3回日本劇場スタッフ映画祭 優秀主演女優賞（『モテキ』）
  - 第11回 ニューヨーク・アジア映画祭 スター・アジア・ライジング・スター賞（『モテキ』）
- 2015年度
  - 第28回日刊スポーツ映画大賞・石原裕次郎賞 助演女優賞（『海街diary』）[32]
  - 第70回毎日映画コンクール 女優助演賞（『海街diary』）[33]
  - 第25回東京スポーツ映画大賞 助演女優賞（『海街diary』）[34]
  - 第39回日本アカデミー賞 優秀助演女優賞（『海街diary』）[35]
- 2017年度
  - エル シネマ大賞2017 ベストアクトレス賞[36]
  - 第72回毎日映画コンクール 女優主演賞（『散歩する侵略者』）[37]
  - 第27回東京スポーツ映画大賞 主演女優賞（『散歩する侵略者』）[38]
  - 第41回日本アカデミー賞 優秀主演女優賞（『散歩する侵略者』）[39]
- 2019年度
  - 第44回報知映画賞 主演女優賞（『マスカレード・ホテル』『コンフィデンスマンJP』）
  - 第43回日本アカデミー賞 最優秀助演女優賞（『キングダム』）[40][41]
  - 第62回ブルーリボン賞 主演女優賞（『コンフィデンスマンJP』）[42]
- 2020年度
  - 第33回日刊スポーツ映画大賞・石原裕次郎賞 主演女優賞（『MOTHER マザー』『コンフィデンスマンJP プリンセス編』）[43]
  - 第44回日本アカデミー賞 最優秀主演女優賞（『MOTHER マザー』）[44]
  - 第44回日本アカデミー賞 優秀主演女優賞（『コンフィデンスマンJP プリンセス編』）[45]
  - 第63回ブルーリボン賞 主演女優賞（『コンフィデンスマンJP プリンセス編』『MOTHER マザー』）[46]

### 演劇
- 2022年度
  - 第29回読売演劇大賞 優秀女優賞（『THE BEE』の小古呂の妻 / リポーター役の演技に対して）[47]
- 2025年度
  - 第50回菊田一夫演劇賞 （『正三角関係』の唐松在良 / グルーシェニカ役の演技に対して）[48]

### ドラマ
- 2012年度
  - 第73回ザテレビジョンドラマアカデミー賞 主演女優賞（『都市伝説の女』）[49]
- 2018年
  - 第12回コンフィデンスアワード・ドラマ賞 主演女優賞（『コンフィデンスマンJP』）
  - 第97回ザテレビジョンドラマアカデミー賞 主演女優賞（『コンフィデンスマンJP』）[50]
- 2023年
  - 第31回橋田賞（『エルピス-希望、あるいは災い-』）[51]
  - 第60回ギャラクシー賞 テレビ部門・個人賞（『エルピス-希望、あるいは災い-』）[52]
  - 第49回放送文化基金賞・演技賞（『エルピス-希望、あるいは災い-』）[53]

### その他（受賞歴）
- 2004年度
  - 第29回エランドール賞 新人賞[54]
- 2006年度
  - 2006 ベスト・ヘア賞
  - 第3回ザ・ビューティー・ウィーク・アワード・ショートヘア部門受賞
  - VOGUE NIPPON Women of the Year 2006
- 2007年度
  - 第18回日本ジュエリーベストドレッサー賞10代部門
  - 第4回COTTON USAアワード『Miss COTTON USA』
  - ベストスマイル・オブ・ザ・イヤー2007
- 2009年度
  - 第7回 クラリーノ美脚大賞2009
  - 第10回 ベストスイマー賞
- 2012年度
  - 2012 THE BEST BEAUTY OF THE YEAR
- 2023年度
  - 第8回 女性が選ぶ“理想のボディ”ランキング 1位[55]
- 2024年度
  - 第9回 女性が選ぶ“理想のボディ”ランキング 1位[56]

## 出演
※ 主演作品は太字表記

### 映画
- クロスファイア（2000年6月10日公開、東宝） - 倉田かおり 役
- なごり雪（2002年9月28日公開、大映） - 水田夏帆 役
- 黄泉がえり（2003年1月18日公開、東宝） - 森下直美 役
- ロボコン（2003年9月13日公開、東宝） - 葉沢里美 役
- 阿修羅のごとく（2003年11月8日、東宝） - 里見洋子 役
- ゴジラ
  - ゴジラ×モスラ×メカゴジラ 東京SOS（2003年12月13日公開、東宝） - 小美人（マナ） 役[3]
  - ゴジラ FINAL WARS（2004年12月4日公開、東宝） - 小美人 役[3]
- 世界の中心で、愛をさけぶ（2004年5月8日公開、東宝） - 廣瀬亜紀 役（ヒロイン）
- 深呼吸の必要（2004年5月29日公開、松竹） - 土居加奈子 役
- タッチ（2005年9月10日公開、東宝） - 浅倉南 役
- ラフ ROUGH（2006年8月26日公開、東宝、【W主演：速水もこみち】） - 二ノ宮亜美 役
- 涙そうそう（2006年9月30日公開、東宝、【W主演：妻夫木聡】） - 新垣カオル 役
- そのときは彼によろしく（2007年6月2日公開、東宝） - 滝川花梨 役
- 隠し砦の三悪人 THE LAST PRINCESS（2008年5月10日公開、東宝） - 雪姫 役（ヒロイン）
- つみきのいえ La Maison en petits cubes（2008年10月4日公開） - ナレーション
- 群青 愛が沈んだ海の色（2009年6月27日公開、20世紀フォックス） - 仲村涼子 役
- 曲がれ!スプーン（2009年11月21日公開、東宝） - 桜井米 役
- てぃだかんかん〜海とサンゴと小さな奇跡〜（2010年4月24日公開、ショウゲート） - 美ら島沖縄大使 役（友情出演）
- 岳-ガク-（2011年5月7日公開、東宝） - 椎名久美 役（ヒロイン）
- 奇跡（2011年6月11日公開、ギャガ） - 三村幸知 役
- 冬の日（2011年6月11日公開、コ・フェスタPAO） - リサ 役
- モテキ（2011年9月23日公開、東宝） - 松尾みゆき 役（ヒロイン）
- 日本列島 いきものたちの物語（2012年2月4日公開、東宝） - ナビゲーター
- ボクたちの交換日記（2013年3月23日公開、ショウゲート） - 新谷久美 役
- 潔く柔く（2013年10月26日公開、東宝、【W主演：岡田将生】） - 瀬戸カンナ 役
- WOOD JOB! 〜神去なあなあ日常〜（2014年5月10日公開、東宝） - 石井直紀 役（ヒロイン）
- The Crossing ザ・クロッシング（中国） - 志村雅子 役
  - The Crossing ザ・クロッシング Part I（原題：太平輪）（2014年12月公開）
  - The Crossing ザ・クロッシング Part II（原題：太平輪 彼岸）（2015年7月公開）
- 海街diary（2015年6月13日公開、東宝 / ギャガ） - 香田佳乃 役[57]
- アイアムアヒーロー（2016年4月23日公開、東宝） - 藪（小田つぐみ） 役 ※エンドクレジット[58]
- グッドモーニングショー（2016年10月8日公開、東宝） - 小川圭子 役（ヒロイン）[59]
- 金メダル男（2016年10月22日公開、ショウゲート） - 佐野先生 役[60]
- 追憶（2017年5月6日公開、東宝） - 四方美那子 役[61]
- 銀魂（2017年7月14日公開、ワーナー・ブラザース映画） - 志村妙 役[62]
  - 銀魂2 掟は破るためにこそある（2018年8月17日公開）
- 散歩する侵略者（2017年9月9日公開、松竹 / 日活） - 加瀬鳴海 役[63]
- 嘘を愛する女（2018年1月20日公開、東宝） - 川原由加利 役[64]
- 50回目のファーストキス（2018年6月1日公開、ソニー・ピクチャーズ エンタテインメント 【W主演：山田孝之】） - 藤島瑠衣 役[65]
- BLEACH 死神代行篇（2018年7月20日公開、ワーナー・ブラザース映画） - 黒崎真咲 役[66]
- マスカレード・ホテル（2019年1月18日公開、東宝） - 山岸尚美 役（ヒロイン）[67]
- キングダム（2019年4月19日公開、東宝 / ソニー・ピクチャーズ エンタテインメント） - 楊端和 役[68]
  - キングダム 運命の炎（2023年7月28日公開）[69]
  - キングダム 大将軍の帰還（2024年7月12日公開）[70]
- コンフィデンスマンJP ロマンス編（2019年5月17日公開、東宝） - ダー子 役[71]
  - コンフィデンスマンJP プリンセス編（2020年7月23日公開）
  - コンフィデンスマンJP 英雄編（2022年1月14日公開）
- MOTHER マザー（2020年7月3日公開、スターサンズ / KADOKAWA） - 三隅秋子 役[72]
- すばらしき世界（2021年2月11日公開、ワーナー・ブラザース映画） - 吉澤遥 役[73][74]
- 唐人街探偵 東京MISSION 中国語: 唐人街探案3（2021年2月12日公開、万达影视传媒、上海骋亚影视文化传媒）  - 小林杏奈 役
- マスカレード・ナイト（2021年9月17日公開、東宝） - 山岸尚美 役（ヒロイン）[75]
- シン・ウルトラマン（2022年5月13日公開、東宝） - 浅見弘子 役[76]
- 百花（2022年9月9日公開、東宝 / ギャガ） - 葛西香織 役[77]
- シン・仮面ライダー（2023年3月18日公開、東映） - サソリオーグ 役[78]
- ロストケア（2023年3月24日公開、日活 / 東京テアトル） - 大友秀美 役（ヒロイン）[79][80]
- 四月になれば彼女は（2024年3月22日公開、東宝） - 坂本弥生 役[81][82]
- スオミの話をしよう（2024年9月13日公開、東宝） - スオミ 役[83]
- ドールハウス（2025年6月13日公開、東宝） - 鈴木佳恵 役[84][85]
- おーい、応為（2025年10月17日公開予定、東京テアトル / ヨアケ） - 葛飾応為 役[15]

### テレビドラマ
- 弁護士迫まり子の遺言作成ファイル3 秘密（2000年12月11日、TBS、月曜ドラマスペシャル） - 三枝美帆 役
- Pure Soul〜君が僕を忘れても〜（2001年4月9日 - 6月25日、読売テレビ） - 瀬田円 役
- 連続テレビ小説 さくら（2002年4月1日 - 9月28日、NHK総合） - 沼田佳奈子 役
- ほんとにあった怖い話「うしろの女」（2004年2月7日、フジテレビ） - 森本真由 役
- 殺人スタント（2004年7月17日、朝日放送、土曜ワイド劇場） - 高見沢仁美 役
- 逃亡者 RUNAWAY（2004年7月18日 - 9月26日、TBS、日曜劇場） - 鬼塚咲 役
- 優しい時間（2005年1月13日 - 3月24日、フジテレビ） - 皆川梓 役
- ドラゴン桜（TBS） - 水野直美役
  - 第1シリーズ（2005年7月8日 - 9月16日）
  - 第2シリーズ（2021年4月25日 - 6月27日）[86]
- 広島 昭和20年8月6日（2005年8月29日、TBS） - 矢島真希 役
- 大河ドラマ（NHK総合）
  - 功名が辻（2006年1月8日 - 12月10日） - 小りん 役
  - 天地人（2009年1月4日 - 11月22日） - 初音 役
  - 真田丸（2016年1月10日 - 12月18日） - きり 役
  - 鎌倉殿の13人（2022年1月9日 - 12月18日） - ナレーション[87]
- セーラー服と機関銃（2006年10月13日 - 11月24日、TBS） - 星泉 役
- 明智光秀〜神に愛されなかった男〜（2007年1月3日、フジテレビ） - ひろ子 役（ヒロイン）
- ママが料理をつくる理由（2007年3月3日、フジテレビ） - 幸田みゆき 役
- ロミオとジュリエット 〜すれちがい〜  ROMEO~JULIET（2007年4月7日、日本テレビ、シェイクスピアドラマスペシャル） - 木平樹里 役（ヒロイン）
- プロポーズ大作戦（2007年4月16日 - 6月25日、フジテレビ、【W主演：山下智久】） - 吉田礼 役
  - プロポーズ大作戦スペシャル（2008年3月25日）
- ガンジス河でバタフライ（2007年10月5・6日、メ〜テレ制作・テレビ朝日系列） - 高野てるこ 役
- ハタチの恋人（2007年10月14日 - 12月16日、TBS、日曜劇場、【W主演：明石家さんま】） - 沢田ユリ 役
- ラスト・フレンズ（2008年4月10日 - 6月19日、フジテレビ） - 藍田美知留 役
  - ラスト・フレンズ 特別編（2008年6月26日、フジテレビ）
- ガリレオΦ（エピソードゼロ）（2008年10月4日、フジテレビ、土曜プレミアム） - 塩野谷あかり 役 ※トップクレジット(連ドラからの出演者を除く)
- 藤子・F・不二雄のパラレル・スペース「値ぶみカメラ」（2008年10月31日、WOWOW） - 竹子 役
- そうか、もう君はいないのか（2009年1月12日、TBSスペシャルドラマ） - 城山三郎の妻・容子 役
- ぼくの妹（2009年4月19日 - 6月28日、TBS、日曜劇場、【W主演：オダギリジョー】） - 江上颯 役
- 親父の一番長い日（2009年6月19日、フジテレビ、金曜プレステージ） - 墨田千晴 役
- 卒うた（2010年3月1日 - 4日、フジテレビ4夜連続ドラマ） - 立花仁美 役
- わが家の歴史（2010年4月9日 - 11日、フジテレビ開局50周年企画） - 一ノ瀬ゆかり 役
- GOLD（2010年7月8日 - 9月16日、フジテレビ） - 新倉リカ 役
- 屋上のあるアパート[注釈 7]（2011年3月21日、TBS） - 桂木麻子 役
- 誰（タレ）よりも君を愛す!（2011年4月17日、テレビ静岡制作・フジテレビ系列、うなぎパイ ドラマスペシャル、【W主演：高橋克実】） - 佐久間華子 役
- 探偵Xからの挑戦状!
  - 探偵Xからの挑戦状! Season 3（2011年4月21日 - 5月5日、NHK総合） - ナビゲーター（江戸川蘭子役）
  - 探偵Xからの挑戦状! SP版（2011年8月5日、NHK総合）
- 分身（2012年2月12日 - 3月11日、WOWOW） - 氏家鞠子 / 小林双葉、高城（阿部）晶子 役 ※1人3役
- 都市伝説の女 - 音無月子 役
  - 都市伝説の女（第1シリーズ）（2012年4月13日 - 6月8日、テレビ朝日）
  - 都市伝説の女（第2シリーズ）（2013年10月11日 - 11月22日、テレビ朝日）
- 東野圭吾ミステリーズ第6話「シャレードがいっぱい」（2012年8月16日、フジテレビ） - 青山弥生 役
- 高校入試（2012年10月 - 12月、フジテレビ） - 春山杏子 役
- 再会（2012年12月8日、フジテレビ） - 松本博美 役
- 女信長（2013年4月5日・6日、フジテレビ） - 御市 役
- ショコラ（2013年7月、台湾八大電視） - 辰巳千恵 役
  - ショコラ〈日本語字幕版〉（CS・2014年8月 - 9月、2015年4月 - 5月、ホームドラマチャンネル / BS・2015年4月28日 - 、BS-TBS[88]）
- SUMMER NUDE（2013年7月8日 - 9月16日、フジテレビ） - 一倉香澄 役（友情出演）
- 若者たち2014（2014年7月9日 - 9月24日、フジテレビ） - 屋代多香子 役
- 君に捧げるエンブレム（2017年1月3日、フジテレビ） - 仲川（鷹匠）未希 役[89][90]
- 山田孝之のカンヌ映画祭（2017年1月6日 - 3月24日、テレビ東京） - ナレーター / 本人役（第9 - 10話）
- コンフィデンスマンJP（2018年4月9日 - 6月11日、フジテレビ） - ダー子 役[91]
  - コンフィデンスマンJP 運勢編（2019年5月18日、フジテレビ）[92]
- エルピス-希望、あるいは災い-（2022年10月24日 - 12月26日、関西テレビ・フジテレビ系） - 浅川恵那 役[93][94]
- 松尾スズキと30分強の女優（2023年3月25日、WOWOW）[95]

### 舞台
- 『クレイジーハニー（作・演出：本谷有希子 公演日程： 2011年8月5日 - 8月28日 会場：PARCO劇場 共演：成河・安藤玉恵・吉本菜穂子・リリー・フランキーほか）
- Like Dorothy ライクドロシー（作・演出：倉持裕 2013年）
- 紫式部ダイアリー（作・演出：三谷幸喜 2014年 共演：斉藤由貴ほか） - 紫式部 役[96]
- ミュージカル『キャバレー』（2017年1月 - ） - サリー・ボウルズ 役 [97]
- メタルマクベス「ディスク3」（2018年11月9日 - 、IHIステージアラウンド東京） - ランダムスター夫人 役[98]
- ミュージカル『フリムンシスターズ』（2020年10月24日 - 、シアターコクーン、共演：阿部サダヲ、 秋山菜津子 他） - 玉城ちひろ 役
- NODA・MAP「THE BEE」（2021年11月1日 - 12月12日、東京芸術劇場 シアターイースト、12月16日 - 12月26日、ナレッジシアター、共演：阿部サダヲ、 河内大和、川平慈英） - 小古呂の妻 役
- NODA・MAP「正三角関係」（2024年7月11日 - 8月25日、東京芸術劇場 プレイハウス / 9月5日 - 11日、J:COM 北九州芸術劇場 大ホール / 9月19日 - 10月10日、SkyシアターMBS / 10月31日 - 11月2日、サドラーズウェルズ劇場、共演：松本潤、 永山瑛太 他）[99]
- Bunkamura Production 2025「おどる夫婦」（2025年4月10日 - 5月4日、THEATER MILANO-Za / 5月10日 - 19日、森ノ宮ピロティホール / 5月24日・25日、りゅーとぴあ 新潟市民芸術文化会館 / 5月31日・6月1日、サントミューゼ 上田市交流文化芸術センター、【W主演：森山未來】） - キヌ 役[100][101]

#### 公演中止
- ガールズ&ボーイズ（2020年5月 - 、新国立劇場） - 一人芝居[102]
  - 新型コロナウイルスの感染拡大を受け公演中止となることが、4月10日に発表された[103]。

### ドキュメンタリー番組
- 特番企画『スーパーライブ BUMP OF CHICKEN 〜present from you〜』（2008年7月25日、8月9日、NHK BShi・BS2） - 番組ナレーター
- 『森といのちの響き〜お伊勢さんとモアイの島〜』（2008年12月7日、東海テレビ制作、フジテレビ系） - 番組ナレーター
- 『女自転車ふたり旅 in ハワイ 二人のビッグ・アイランド』（2009年12月29日、NHK総合） - 水川あさみとの紀行番組
- 『女自転車ふたり旅 完全版〜ふたりのビッグアイランド〜』（2010年3月3日、NHK BShi／2011年6月、旅チャンネル）
- 『ナマケモノのススメ〜ボクが木から降りる、たったひとつの理由〜』（2011年1月3日、毎日放送） - 番組ナレーター
- 『明日へ -支えあおう- 「是枝監督×女子高生〜震災3年 福島を描く〜」』（2014年5月4日、2014年7月27日（明日へ -支えあおう- 選）、NHK総合） - ナレーション

### バラエティ番組
- 長澤まさみTV（2020年1月22日、NHK BSプレミアム）[104]

### CM
- 内閣府 政府広報 青少年健全育成キャンペーン（2001年）
- 静岡銀行（2001年）
- コロナ 石油ファンヒーター（2002年）
- ヤマザキナビスコ「ジャムクレープクッキー」（2002年）
- NHK-BSハイビジョン 受信料キャンペーン（2002年）
- NTT東日本「Bフレッツ」「兄と妹」編（2004年） - 木村拓哉と共演
- NTT西日本「フレッツ・光プレミアム」（2005年 - 2010年）
- シード「コンタクトレンズ」（2005年 - 2009年）
- カルピス（2005年 - ）
  - 「カルピスウォーター」（2005年 - 2008年、2011年、2015年） - 2007年度は池松壮亮、2008年度は事務所の後輩でもある朝倉あき、2011年度は川島海荷と共演[105]
  - 「カルピス」（2007年 - ）
  - 「ザ・プレミアムカルピス」（2007年 - ）
  - 「ロイヤルミルクカルピス」（2009年 - ）
  - 「カルピスウォーターZERO」（2012年）
  - 「濃いめのカルピス」（2020年 - ）[106]
  - 「カルピス Light Blue」（2021年）
  - 「カルピスソーダ」（2022年）
- 歓びの種（YUKI） 全18パターン（2005年 アニメ版『タッチ』の再放送の中で放送された）
- セイコーエプソン（2005年 - 2009年）
  - 「カラリオ」（2005年 - 2009年）
  - 「新カラリオ プリンタ」（2007年）
  - 「dreamio」（2007年）
- WOWOW（2005年） - 明石家さんまと共演[注釈 8]
- 静岡県選挙管理委員会 衆議院議員総選挙投票PR（2005年）
- コーセー（2005年 - 2010年）
  - 「RESOA」（2007年）
  - 「潤肌粋」、「雪肌粋」 ※セブンイレブン限定販売 （2008年 - 2010年）
  - コーセー コスメポート 「サロンスタイルシャンプー・ナノチャージ」（2005年 - 2009年）
- ロッテ（2005年 - ）
  - 「のど飴」（2005年 - ）
  - ロッテチョコレート「ガーナミルクチョコレート」（2006年 - 2013年） - 森迫永依、榮倉奈々、武井咲らと共演
  - ロッテアイス「和のしずく」（2007年）
  - ロッテガム「スパッシュ」（2008年） - 古田新太・矢島美容室と共演
  - ロッテガム「pucoo」（2013年） - 森三中 大島美幸と共演[107]
  - ロッテチョコレート「プティスリー」（2014年） - 髙橋來と共演[108]
  - タブレットチョコレート ONE TAB（2014年 - ）[109][110]
  - ロッテ「ジェラートマイスター」（2015年）[111]
  - ロッテガム Fit's（2015年） - 広瀬すずと共演[112]
- エスエス製薬
  - 「エスタック ニスキャップ 12」（2006年）
  - 「ハイチオールCプラス」（2011年 - ）[113]
- 味の素「クノールカップスープ」（2006年 - 2009年） - 小栗旬と共演
- 国民年金基金 イメージキャラクター（2007年 - 2010年） - 前任の女子プロゴルファ宮里藍から交代
- TOHOシネマズ「サンストリート浜北 オープン」告知PR（2007年） - オープニングイメージキャラクター[114]
- ダイハツ工業「タント カスタム」（2008年） - 伊藤英明と共演[115]
- JR西日本 「ビジネス応援新ダイヤ!」「J-WESTカード」（2008年 - ）
- 2010 第7回 東宝「シンデレラ」オーディション PR （2010年）
- オンワード樫山 「組曲」（2010年 - 2011年）
- ゆうちょ銀行「日本全国、ゆうちょ家族。」（2010年 - ） - 佐藤健、桜庭ななみ、笑福亭鶴瓶らと共演[116]
- rhythm zone「DEEP『白いマフラー』」（2011年）
- JKA「競輪2011」（2011年 - ） - オダギリジョー、大森南朋と共演[117]
- パルコ×モテキ「夏のグランバザール」（2011年） - 『モテキ』キャストと共演[118]
- ジャパンゲートウェイ「レヴール」（2012年 - ）[119][120]
- サンエー・インターナショナル「NATURAL BEAUTY BASIC」（2012年）[121]
- ユーキャン（2013年 - ） - 岡田将生、坂下千里子、ゆずと共演[122]
- アダストリア GLOBAL WORK（2014年 - 2015年）[123][124][125][126]
- アルファロメオ「I WANT ALFA ROMEO」（2014年 - ）[127]
- カネボウ化粧品
  - コフレドール プレミアムシルキィパクト UV（2015年 - 2017年）[128][129]
  - コフレドール ビューティオーラ パクトUV（2016年 - ）[130]
  - エビータ ボタニバイタル（2018年）[131]
- 花王「ASIENCE MEGURI」（2015年）[132][133]
- WOWOW（2015年）[134]
- キンチョー「虫コナーズ」（2016年 - ） - 高畑淳子・松尾スズキと共演[135]
  - 「無防備」篇・「初めてぶらさげた人」篇 (2020年4月5日 - ） - 仲野太賀と共演[136]
- 交通部観光局「Meet Colors!台湾」（2016年 - 2017年）[137]
- クボタ（2017年 - ）[138][139][140][141][142][143]
- NTTドコモ「dTV」（2017年）[144]
- アンダーアーマー（2017年 - ）[145]
- アサヒ飲料
  - 「三ツ矢サイダー」（2017年）[146]
  - 「カルピス」由来の乳酸菌 届く強さの乳酸菌 W（ダブル）プレミアガセリ菌CP2305（2021年 - ）[147]
- バロックジャパンリミテッド AZUL by moussy（2017年）[148][149]
- 住友林業 住宅ブランド広告「たいせつな時間」篇（2017年 - ） - 加瀬亮と共演[150]
- 大成建設 大成建設テレビCM「シンガポール」篇（2018年5月 - ）ナレーション
- 出光昭和シェル（2019年）[151][152][153]
- アサヒビール
  - アサヒ ザ・リッチ（2020年 - ）[154][155][156][157]
  - スーパードライ生ジョッキ缶（2025年）[158]
- 資生堂
  - エリクシール デザインタイム美容液（2020年 - ）[159]
  - 150周年企業広告（2022年1月23日 - ）[160]
  - アルティミューン （2023年9月26日 - ）
  - エッセンス スキングロウ ファンデーション（2024年5月8日 - ）[161]
- ライオン バファリン バファリンプレミアムDX（2021年 - ）[162]
- 日本中央競馬会「HERO IS COMING.」（2022年 - ） - 佐々木蔵之介[注釈 9]・見上愛と共演[163]
- フォーラムエンジニアリング「コグナビ」（2022年 - ） - 機動戦士ガンダムとのコラボCM[164]
- NARS cosmetics「パワーマットリップスティック」（2022年 - ）[165]
- メルカリ
  - 「メルカード」（2022年12月 - ） - 堺雅人と共演[166]
  - 「メルカリチャンス」篇（2023年4月 - ） - 堺雅人と共演[167]
- ACジャパン 2023年度のプラン・インターナショナル・ジャパン支援キャンペーン「私に違う人生があることすら知らなかった。」でナレーションを担当。(2023年7月 - )
- BYD Auto Japan
  - 「ありかも、BYD！出会い」篇・「ありかも、BYD！安全・信頼」篇（2024年4月 - ）[168]
  - 「BYD EV-TECH Lab」篇・「BYD EV-TECH Lab Lineup」篇（2024年11月 - ）[169]

### ラジオ
- 長澤まさみのオールナイトニッポンR（2005年2月18日、ニッポン放送）
- 長澤まさみのオールナイトニッポン（2006年10月16日、2009年1月1日、ニッポン放送）
- 長澤まさみSweet Hertz（2007年4月8日 - 2009年3月29日、ニッポン放送）
- 第35回ラジオ・チャリティ・ミュージックソン（2009年12月25日、ニッポン放送） - パートナー
- 長澤まさみSweet Hertz（2009年4月5日 - 2012年3月25日、ニッポン放送）
- 長澤まさみのオールナイトニッポンGOLD～映画「コンフィデンスマンJPプリンセス編」スペシャル～（2020年7月28日、ニッポン放送）

### その他
- 静岡銀行 イメージキャラクター（2001年 - 、ポスター）
- 中小企業総合事業団（2001年、ポスター）
- JR西日本 「新春初詣乗り放題きっぷ」（2003年 - 、ポスター）
- 消防庁・（社）日本損害保険協会 全国統一防火標語ポスター（2004年、ポスター）
- 香川県 香川かがやき大使（2004年 - ）
- 厚生労働省・中央労働災害防止協会 全国安全週間イメージキャラクター（2005年、ポスター）
- 警視庁（2006年、カレンダー）
- 農林水産省 「食事バランスガイド普及啓発キャンペーン」イメージキャラクター（2006年）[170]
- 幻冬舎文庫 10周年キャンペーンキャラクター（2007年）
- 沖縄県 美ら島沖縄大使（2009年 - ）[171]
- 静岡県 キャンペーン「いいね! 静岡 国民投票」アンバサダー（2014年）[172]
- アダストリア
  - GLOBAL WORK（2014年 - 2015年） - ブランドパートナー[173][174]
  - ローリーズファーム（2018年 - 2022年） - イメージキャラクター[175][176][177][178][179]
- フォリフォリ（2014年 - 2017年） - グローバルミューズ[180]
- カネボウ化粧品
  - コフレドール（2015年 -  2017年） - イメージキャラクター[129]
  - エビータ（2018年） - イメージキャラクター[131]
- 台湾観光協会（2016年） - イメージキャラクター[181]
- ジル・スチュアート AUTUMN/WINTER 2016 「Merry X’masami nagasawa」（2016年） - ミューズ[182]
- 住友林業（2017年 - ） - ブランドキャラクター[150]
- 資生堂
  - エリクシール（2020年 - ） - ミューズ[183]
  - アルティミューン（2023年 - ） - ブランドアンバサダー

### PV
- アンダーグラフ『ツバサ』（2004年）
- DREAMS COME TRUE『今日だけは』（2006年）
- サンボマスター『ラブソング』（2009年）
- DEEP『白いマフラー』（2011年）
- androp『End roll』（2012年）
- AMERICAN DREAM EXPRESS『Pure love』（2021年）
- Vaundy『トドメの一撃 feat.CoryWong』（2023年）

### WEB
- OCN Talking Japan - ウェイバックマシン（2004年10月15日アーカイブ分） 第46回ゲスト
- シード オリジナル・ネットムービー『ピュア』（2006年10月 - ）（行定勲監督）
- NTT西日本 あそむび幸運探偵風烈光の事件簿（2007年1月23日 - 3月28日） - ウェイトレス 役
- カルピス WEBムービー『僕のいちばん暑かった夏』完全版 （2007年）（池松壮亮と共演）
- オリジナル・ネットムービー Folli Follie Japan Presents 『A Day with Masami Nagasawa』 Directed by Mika Ninagawa （2014年）（蜷川実花監督）
- アイアムアヒーロー はじまりの日（2016年4月 - 、dTV） - 藪（小田つぐみ） 役[注釈 10]
- パレード（2024年2月29日、Netflix） - 美奈子 役[185]

### 声優
- デトロイト・メタル・シティ（OVA、2008年） - 相川由利 役（ヒロイン）
- 二ノ国（ニンテンドーDS、2010年12月9日発売） - マル 役（ヒロイン）
- コクリコ坂から（2011年7月16日公開、東宝） - 松崎海 役
- 映画 妖怪ウォッチ エンマ大王と5つの物語だニャン!（2015年12月19日公開、東宝） - エミちゃん 役[186]
- 君の名は。（2016年8月26日公開、東宝） - 奥寺ミキ 役[187]
- SING/シングシリーズ - アッシュ 役
  - SING/シング（2017年3月17日公開）[188]
  - SING/シング: ネクストステージ（2022年3月18日公開） - アッシュ 役[189]
- 映画ドラえもん のび太の宝島（2018年3月3日公開、東宝） - フィオナ 役[190]
- 紙兎ロペ（2022年3月24日放送） - アッシュ 役[191]

## ディスコグラフィ

### CD
- 『セーラー服と機関銃』（2006年10月25日、ビクターエンタテインメント）星泉名義
  - 薬師丸ひろ子の同名曲のカバー、同名主演ドラマの主題歌。

### DVD
- 『長澤まさみ』（2001年8月3日）
- 『THE COMPLETE 長澤まさみ』（2001年11月25日）
- 『First Love』（2002年8月5日）
- 『東京里美発見伝』（2003年9月25日）
- 『Summertime Blue』（2004年3月24日）
- 『IQUEEN Vol.1 長澤まさみ“CHANGE”【Blu-ray】』（2012年3月28日）
- 『IQUEEN Vol.11 長澤まさみ“MAX”【Blu-ray】』（2012年10月24日）

### 写真集
- 『そら』（2001年9月、学研）
- 『me』（2002年4月、ホーム社）
- 『少女伝説』（2002年11月、双葉社）
- 『Summertime Blue』（2003年9月、学習研究社）
- 『NO MEANING』（2007年6月、幻冬舎）
- 『チャイ飲む?』（2008年8月27日、幻冬舎）
- 『長澤まさみ smart』（2009年4月18日、宝島社）
- 『IQUEEN VOL.1 長澤まさみ』（2011年8月9日、パルコ出版）
  - SPECIAL EDITION
- 『IQUEEN VOL.11 長澤まさみ』（2012年8月29日、パルコ出版）
  - SPECIAL EDITION
- 『ビューティフルマインド』（2021年8月5日、宝島社）[192]